# Downgrade
Le downgrade (ou mise à niveau inférieur) est un terme informatique signifiant le retour à une version antérieure de système ou de logiciel. On utilise également ce terme à propos d'un protocole, par exemple dans le cas d'une attaque par repli (downgrade attack) : une attaque informatique où l'attaquant remplace l'utilisation d'un protocole par un protocole moins sécurisé.
Ce terme anglophone est le contraire de upgrade, qui signifie mise à niveau dans cette même langue.